# Elizabeth Blackburn
Elizabeth Helen Blackburn, AC FRS FAA FRSN (sinh 26 tháng 11 năm 1948) là một người Mỹ-Úc đạt giải Nobel, và là người từng giữ chức vụ giám đốc của Viện nghiên cứu sinh học Salk. Trước đó, bà là một nhà nghiên cứu Sinh học tại Đại học California tại San Francisco(UCSF). Blackburn nghiên cứu đoạn telomere, một bộ phận ở phần đuôi của nhiễm sắc thể có nhiệm vụ bảo vệ cả cấu trúc di truyền này. Năm 1984, Blackburn cùng với Carol Greider đã khám phá ra telomerase, một enzym giúp kéo dài đoạn telomere. Vì nghiên cứu này, bà đã được trao giải Nobel Sinh lý và Y khoa năm 2009 cùng với Carol Greider và Jack W. Szostak. Đồng thời, Blackburn là người phụ nữ người Úc đầu tiên được trao giải Nobel. Ngoài ra, bà cũng hoạt động trong lĩnh vực đạo đức y khoa, và từng là một hội viên trong Hội đồng Tổng thống về Đạo đức Sinh học (tiếng Anh: President's Council on Bioethics hay PCPE) trước khi bị Tổng thống Bush sa thải - một sự kiện khiến dư luận xôn xao thời bấy giờ.

## Tuổi trẻ và giáo dục
Elizabeth Helen Blackburn sinh ra tại Hobart, Tasmania (Úc) vào ngày 26 tháng 11 năm 1948 trong một gia đình có tổng cộng 7 người con. Cha và mẹ của bà là Harold và Marcia Blackburn, và cả hai đều là bác sĩ đa khoa. Nhà Blackburn chuyển đến Launceston, Tasmania khi Elizabeth lên 4, và bà học tại trường phổ thông Broadland House Church of England Girls (sau này hợp nhất với trường phổ thông Lauceston) cho đến năm 16 tuổi. Khi nhà Blackburn dọn đến Melbourne, Victoria, bà theo học Trường Trung học University và đạt thành tích xuất sắc trong kỳ thi tuyển cuối năm của tiểu bang. Sau khi tốt nghiệp trung học, bà vào trường Đại học Melbourne và tốt nghiệp với bằng cử nhân khoa học (B.Sc.) năm 1970, và bằng thạc sĩ khoa học (M.Sc.) năm 1972 với chuyên ngành hóa sinh. Sau đó, Blackburn lấy bằng tiến sĩ (Ph.D.) năm 1975 tại trường Darwin của Đại học Cambridge. Tại ngôi trường này, bà cộng tác với Frederick Sanger trong việc phát triển các phương pháp giải mã trình tự ADN dựa trên ARN cũng như nghiên cứu về thể thực khuẩn Phi-X174. Và cũng tại Hội đồng Nghiên cứu Y học (tiếng Anh: Medical Research Council hay MRC) của Đại học Cambridge, Blackburn được gặp John Sedat, người sau này trở thành chồng của bà. Trong những năm 1975–77, khi người chồng tương lai của bà có được một vị trí tại Đại học Yale, bà cũng quyết định hoàn tất chương trình nghiên cứu sau tiến sĩ ngành sinh học phân tử và tế bào học tại ngôi trường này. 

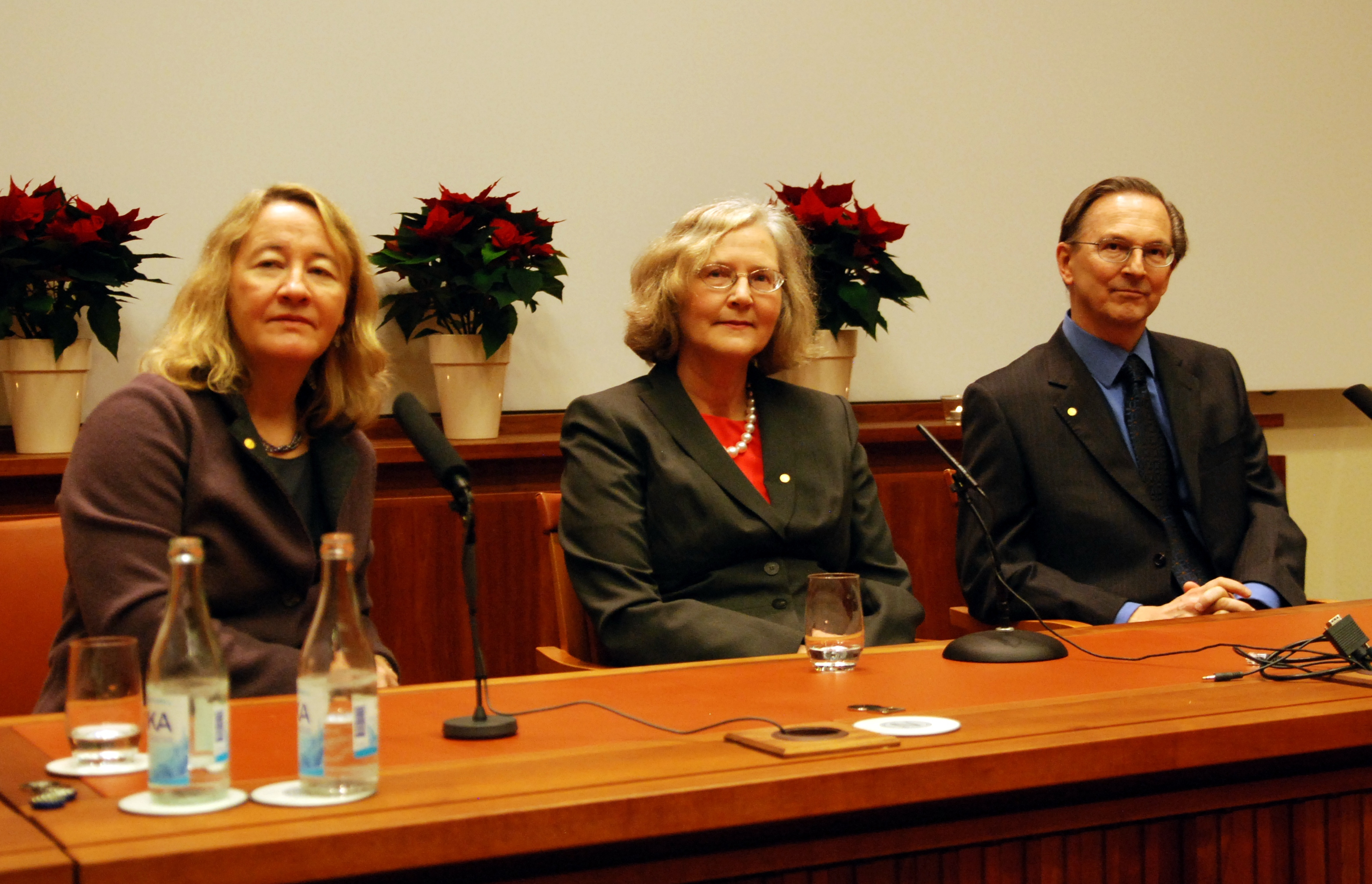
Họp báo với những người đoạt Giải Nobel Sinh lý học hoặc Y học 2009: Carol W. Greider, Elizabeth Blackburn, và Jack W. Szostak.

## Sự nghiệp
Trong thời gian sau tiến sĩ tại Yale, Blackburn nghiên cứu về loài sinh vật đơn bào Tetrahymena thermophila và nhận thấy rằng có đoạn codon liên tục lặp lại ở đoạn cuối của rADN (ADN của ribosome) tuyến tính với kích thước khác nhau . Blackburn sau đó nhận thấy rằng 6 phân tử nucleotit (2 codon) ở phần cuối của nhiễm sắc thể có trình tự TTAGGG được lặp lại song song, và phần cuối của các nhiễm sắc thể có tính đối xứng. Những đặc điểm này đã cho phép Blackburn và các đồng nghiệp tiến hành các nghiên cứu sâu hơn về sinh vật đơn bào này. Kết hợp đoạn lặp lại ở phần cuối của telomere của đơn bào Tetrahymena với plasmid của nấm lên men, Blackburn và đồng nghiệp Jack Szostak đã cho thấy các plasmid sao chép không ổn định của nấm men được bảo vệ khỏi sự phân hủy. Do đó, phát hiện này chứng minh rằng các chuỗi lặp lại này có các đặc điểm của telomere. Đồng thời, nghiên cứu này cũng chứng minh đoạn lặp lại ở telomere của Tetrahymena được bảo tồn về mặt tiến hóa. Ngoài ra, thông qua nghiên cứu này, Blackburn và các cộng sự nhận thấy hệ thống sao chép của nhiễm sắc thể không có khả năng làm tăng thêm độ dài cho phần telomere, và việc bổ sung đoạn 6 nucleotit này vào nhiễm sắc thể có khả năng là do hoạt động của một loại enzym có khả năng di chuyển một nhóm chức năng cụ thể. Việc đề xuất một loại enzym giống transferase có thể dẫn đến việc Blackburn và nghiên cứu sinh Carol W. Greider đã phát hiện ra một loại enzym mới có hoạt động giống như enzym phiên mã ngược khi có thể lấp đầy các phần tận cùng của vùng telomere, và giúp cho nhiễm sắc thể không những có một cấu trúc hoàn chỉnh mà còn có thể phân chia mà không bị mất một thông tin di truyền nào. Khám phá năm 1985 đã dẫn đến việc phân tách enzym này trong phòng thí nghiệm. Kết quả cho thấy rằng loại enzym này giống như transferase khi chứa cả thành phần ARN và protein. Phần ARN của enzym đóng vai trò như một khuôn mẫu để thêm phần lặp lại vào vùng telomere bị mất đoạn, và phần protein có chức năng bổ sung các phần lặp lại này. Qua phát hiện đột phá này, thuật ngữ "telomerase" đã được dùng để đặt tên cho enzym, và vấn đề mất đoạn khi sao chép ở telomere - điều đã gây nhiều khó khăn cho các nhà khoa học vào thời điểm đó - đã được giải đáp.

### Telomerase
Telomerase hoạt động bằng cách thêm các cặp base vào phần nhô ra của DNA ở đầu 3 '. Điều này giúp kéo mạch ADN cho đến khi ADN polymerase và một đoạn mồi (hay primer) có thể hoàn thành mạch bổ sung và tổng hợp mạch kép của ADN. Vì ADN polymerase chỉ tổng hợp ADN theo hướng mạch dẫn đầu, nên vùng telomere ở mạch trễ sẽ bị rút ngắn. Thông qua nghiên cứu, Blackburn và các cộng sự đã có thể chỉ ra rằng vùng telomere được bổ sung một cách hiệu quả bởi enzym telomerase, có tác dụng bảo tồn sự phân chia tế bào bằng cách ngăn chặn việc mất nhanh chóng của thông tin di truyền bên trong telomere dẫn đến lão hóa tế bào.
Năm 1978, Blackburn tham gia giảng dạy tại Khoa Sinh học Phân tử của Đại học California tại Berkeley. Năm 1990, bà chuyển sang vùng vịnh San Francisco và giảng dạy tại Khoa Vi trùng và Miễn dịch học tại Đại học California tại San Francisco, nơi bà giữ chức Trưởng khoa từ 1993 đến 1999 và nhận giải thưởng Giáo sư Sinh học và Sinh lý học Morris Herzstein. Cuối năm 2015, bà trở thành giáo sư danh dự tại trường.
Blackburn đồng sáng lập công ty Telomere Health cung cấp thử nghiệm độ dài của telomere cho công chúng, nhưng sau đó bà đã cắt đứt quan hệ với công ty.
Năm 2015, Blackburn được công bố là giám đốc mới của Viện Nghiên cứu Sinh học Salk ở La Jolla, California. Năm 2017, bà thông báo kế hoạch nghỉ hưu tại Viện Salk bắt đầu từ năm sau.

### Giải Nobel
Vì những nghiên cứu và đóng góp của họ cho sự hiểu biết về telomere và enzym telomerase, Elizabeth Blackburn, Carol Greider, và Jack Szostaks đã được trao giải Nobel Sinh lý và Y học năm 2009. Những nghiên cứu về tác động của việc bảo vệ nhiễm sắc thể khỏi telomerase, và ảnh hưởng của quá trình này đối với sự phân chia tế bào đã là một chất xúc tác mang tính cách mạng trong lĩnh vực sinh học phân tử. Ví dụ, việc bổ sung telomerase vào các tế bào không sở hữu enzyme này đã cho thấy các tế bào có thể vượt qua giới hạn lão hóa, do đó liên kết enzym này với việc giảm lão hóa tế bào. Đồng thời, việc bổ sung telomerase và sự hiện diện của enzym trong tế bào ung thư đã được chứng minh rằng enzym này cung cấp cơ chế miễn dịch cho tế bào ung thư trong quá trình tăng sinh và liên kết với enzym transferase để tăng sự phát triển của tế bào và giảm độ nhạy đối với tín hiệu tế bào. Tầm quan trọng của việc khám phá ra loại enzyme này đã khiến Blackburn tiếp tục nghiên cứu tại Đại học California San Francisco, nơi bà nghiên cứu tác động của telomere và hoạt động của telomerase đối với sự lão hóa của tế bào.